# Travee

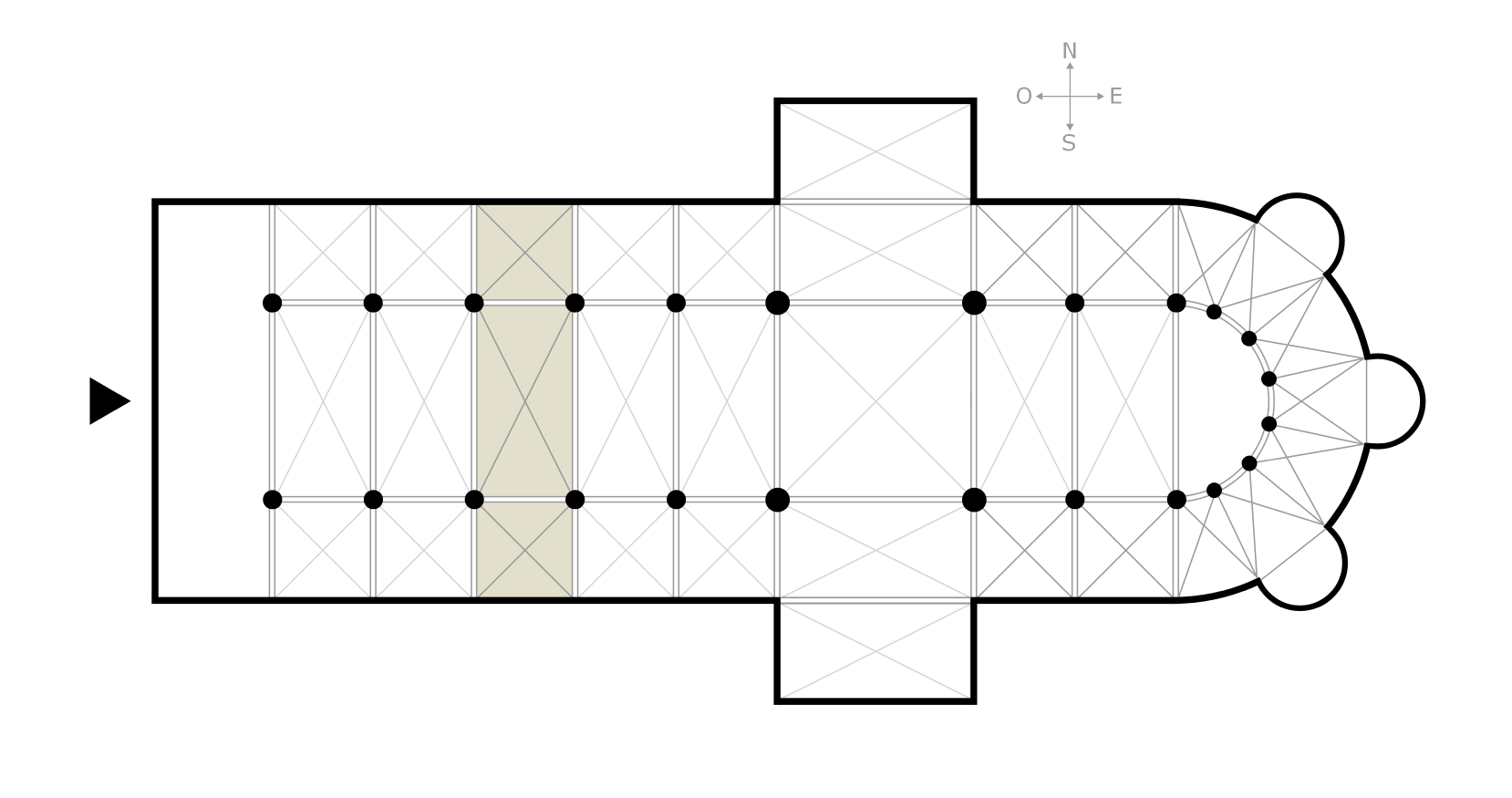
Gemarkeerd is een van de traveeën van het schip van een kerk

Een travee (afgeleid van het Franse woord travée, en oorspronkelijk van het Latijnse trabs, balk) of gewelfjuk is onder andere een deel van een gebouw, dat wordt bepaald door twee opvolgende steunpunten in de lengterichting van het gebouw.
Een travee is ook een begrip in de vlakverdeling van een gevel. De travee is dan de afstand waarbij de gevel zich in de lengterichting begint te herhalen. Dit komt min of meer overeen met de breedtes van deuren en vensters.
Bij een arcade is een travee de overspanning gedragen door twee kolommen of zuilen. De bouwkundige term travee wordt ook elders gebruikt, bijvoorbeeld bij de indeling van een klaslokaal. Zo bestaat de traditionele 'busopstelling' in een klaslokaal uit drie traveeën van vijf gepaarde tafeltjes, ruimte biedend aan driemaal tien leerlingen.
In een romaanse kerk wordt de travee bepaald door de steunpunten van het vierkante kruisgewelf in het middenschip. Bij een gotische kerktravee zijn de gewelven van zijbeuken (B) en middenschip (A) even breed. De gewelven in de zijbeuken zijn vierkant, het hoofdgewelf in het middenschip kan een rechthoekig kruisribgewelf zijn. Ook een koor kan in traveeën worden verdeeld, deze worden elk dan een koortravee genoemd. Twee vierkante gewelven van de zijbeuk (B) zijn samen even breed als de middenbeuk (A) en vallen derhalve binnen de travee. Dit systeem wordt het gebonden stelsel genoemd. Door de afwisseling van zwaardere en lichtere pijlers of kolommen (alternerend stelsel) wordt het systeem niet als te schematisch ervaren.

## Vensteras
De termen travee en vensteras worden soms verward. Een vensteras is de denkbeeldige as door een venster. Bij een regelmatig opgebouwde gevel wordt de breedte vaak opgegeven in vensterassen, omdat dit meteen een duidelijk beeld oproept. Meestal is het aantal vensterassen gelijk aan het aantal traveeën.

## Galerij

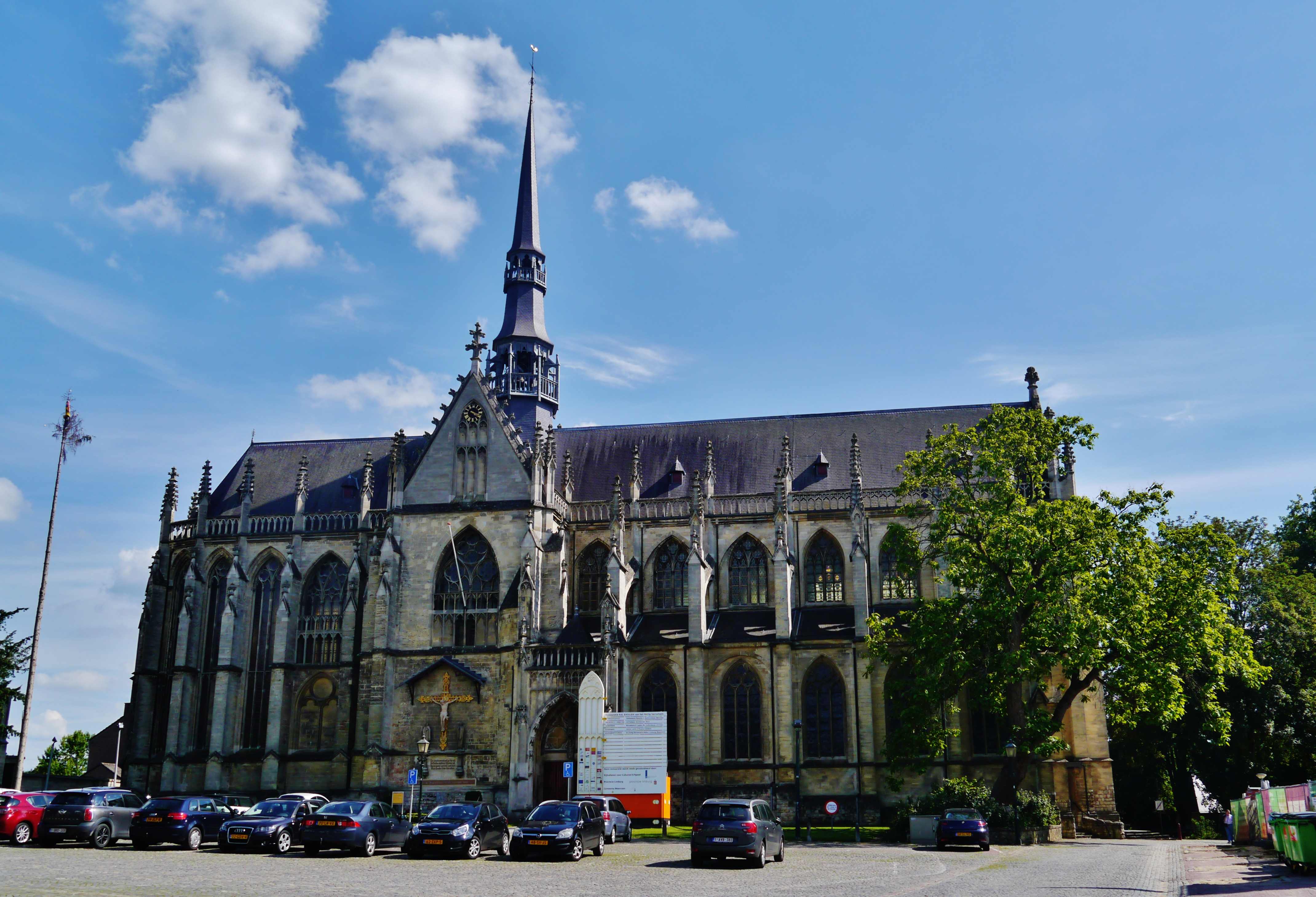
Basiliek van Meerssen met 3 koor- en 6 schiptraveeën
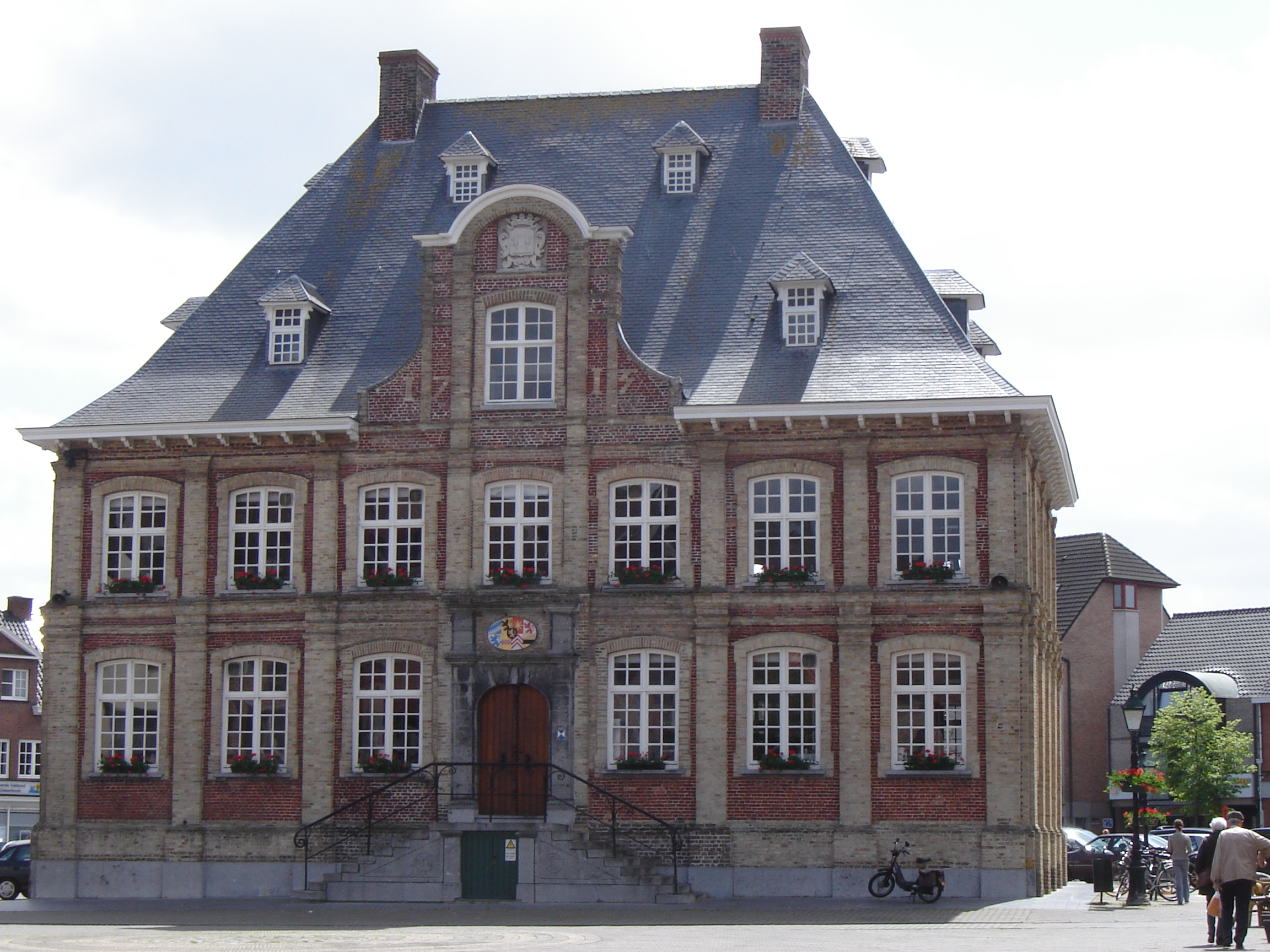
Stadhuisgevel van Torhout met 7 traveeën